# بوب فيتش
بوب فيتش (بالإنجليزية: Bob Fitch)‏ هو منافس ألعاب قوى أمريكي، ولد في 28 يوليو 1919 في أودوبون في الولايات المتحدة، وتوفي في 15 أبريل 2003 في بلومنغتون في الولايات المتحدة.

## روابط خارجية
- بوب فيتش على موقع الاتحاد الدولي لألعاب القوى (الإنجليزية)
- بوب فيتش على موقع قاعة آيوا للمشاهير الرياضية (الإنجليزية)